# Central American & Caribbean Tennis Confederation
De Central American & Caribbean Tennis Confederation (COTECC) is de officiële federatie voor tennis in Centraal-Amerika en de Caraïben. De bond is gevestigd in San Salvador in El Salvador. De federatie is aangesloten bij de International Tennis Federation (ITF). Een van de aangesloten bonden is de Surinaamse Tennis Bond.